# Magyarország az 1995-ös rövid pályás úszó-világbajnokságon
Magyarország a brazíliai Rio de Janeiróban megrendezett 1995-ös rövid pályás úszó-világbajnokság egyik részt vevő nemzete volt. Az országot egy versenyző képviselte, aki egy bronzérmet szerzett.

## Érmesek
| Érem      | Versenyző     | Versenyszám | Dátum |
| --------- | ------------- | ----------- | ----- |
| Bronzérem | Deutsch Tamás | 200 m hát   |       |

## Eredmények
Férfi
| Versenyző     | Versenyszám | Előfutam | Előfutam | Előfutam | Döntő   | Döntő    |
| Versenyző     | Versenyszám | Idő      | Hely.    | Össz.    | Idő     | Helyezés |
| ------------- | ----------- | -------- | -------- | -------- | ------- | -------- |
| Deutsch Tamás | 100 m hát   | 54,57    |          |          | kiesett | kiesett  |
| Deutsch Tamás | 200 m hát   | 1:57,61  |          |          | 1:56,18 |          |